# Мокроусское
Мокроусское — село в Пригородном районе Свердловской области России. Входит в муниципальный округ Горноуральский, управляется Мокроусской территориальной администрацией.
Ранее входило в состав Мокроусского сельсовета Пригородного района.

## География
Село Мокроусское находится к северу от Екатеринбурга, в 56 километрах к юго-востоку от Нижнего Тагила (по дорогам в 66 километрах), по обеим сторонам реки Мокроуски. Южнее села проходит шоссе Николо-Павловское — Алапаевск.
Часовой пояс
Мокроусское, как и вся Свердловская область, находится в часовой зоне МСК+2. Смещение применяемого времени относительно UTC составляет +5:00.

## Население
| 2002 | 2010 | 2021 |
| ---- | ---- | ---- |
| 209  | ↘166 | ↘94  |

Структура
По данным Всероссийской переписи населения 2002 года, русские составляли 95 % от общего числа жителей Мокроусского. По данным переписи населения 2010 года, в селе проживали 166 человек — 79 мужчин и 87 женщин.

## Инфраструктура
В селе имеется только продуктовый магазин, вся остальная инфраструктура в соседнем селе Петрокаменском.